# Hidrominis
Els hidrominis (Hydromyini) són una tribu de rosegadors de la subfamília dels murins. En el seu sentit més ampli, establert per Granjon et al. el 2008, aquest grup conté un gran nombre d'espècies oriündes d'Austràlia, Nova Guinea, les Filipines i illes properes. Els hidrominis se separaren dels murinis, els praominis i els arvicantinis fa 11,1 ± 0,5 milions d'anys.